# Lakkon
Lakkon – miasto i dżamoat w północnym Tadżykistanie. Jest położony w dystrykcie Isfara w Wilajecie sogdyjskim. Dżamoat zamieszkuje 5514 osób. Jeden z dwóch szpitalów psychiatrycznych w Tadżykistanie znajduje się właśnie w Lakkonie.